# Estádio Waldemar Teixeira de Faria
Estádio Waldemar Teixeira de Faria – stadion piłkarski, w Divinópolis, Minas Gerais, Brazylia, na którym swoje mecze rozgrywa klub Guarani Esporte Clube.